# Jimpul
Il jimpul (chiamato anche jumbul, mandau pasir, parang djimpul, parang jimpul)è un'arma tradizionale delle popolazioni Dayak e Kenyah originarie del Borneo. È un'arma ibrida tra il mandau e il langgai tinggang originatasi all'incirca tra il 1870 e il 1885.

## Descrizione
La lama del jimpul ha i lati piatti ed è ricurva; si allarga verso la punta e termina con un angolo obliquo o una punta di tipo "drop point". La parte tagliente è più lunga del dorso della lama. La lama può avere due o tre scanalature vicine al dorso, così come uncini e sporgenze (dette krowit) vicine all'elsa o al filo. Su entrambi i lati dell'elsa possono essere presenti scene di caccia. L'impugnatura e il fodero sono fatti nello stesso modo che nel mandau, con la differenza che il fodero è ricurvo e ricalca la forma della lama.